# Абадійська мова
Абаді́йська мова — одна з папуаських мов Папуа-Нової Гвінеї. Кількість носіїв — близько 2900 осіб (2011; в 2007 році — 4300 осіб). Поширена в Центральній провінції, районі Кайруку, в 5 основних селах. Належть до океанійської групи малайсько-полінезійських мов австронезійської мовної сім'ї. Лексично близька до тоурської (53%) та лаласької (47%) мов. Мова SOV-типу; має 7 голосних і 16 приголосних. Використовується поряд із меланезійською англійською; населення старше 50 років користується гірі-моту. Писемність на основі латинини. Викладається 3 роки у початковій школі. Має упорядковану граматику, словники, літературу (поезію). 

## Назви
- Абадійська мова або Абаді (англ. Abadi language)[1]
- Ґабадійська мова або Ґабаді (англ. Gabadi language) — від назви народу моту, самоназва якого «ґабаді» (габаді)[1].
- Кабадійська мова або Кабаді (англ. Kabadi language)[1]

## Класифікація
Згідно з Ethnologue:
1. Австронезійські мови
  1. Малайсько-полінезійські мови
    1. Центрально-східні малайсько-полінезійські мови
      1. Східні малайсько-полінезійські мови
        1. Океанійські мови
          1. Західно-океанійські мови
            1. Мови папуаських вершин
              1. Перифирійні мови
                1. Мови центральних папуаських вершин
                  1. Мови західно-центральних папуаських вершин
                    1. Абадійська мова